# Piz Ajüz
Piz Ajüz är en bergstopp i Schweiz.   Den ligger i regionen Engiadina Bassa/Val Müstair och kantonen Graubünden, i den östra delen av landet, 220 km öster om huvudstaden Bern. Toppen på Piz Ajüz är 2 788 meter över havet, eller 139 meter över den omgivande terrängen. Bredden vid basen är 0,47 km.
Terrängen runt Piz Ajüz är huvudsakligen bergig, men åt sydost är den kuperad. Runt Piz Ajüz är det glesbefolkat, med 19 invånare per kvadratkilometer.. Närmaste större samhälle är Scuol, 4,2 km väster om Piz Ajüz. 
Trakten runt Piz Ajüz består i huvudsak av gräsmarker.